# Syed Nabi
Syed Rahim Nabi (* 14. Dezember 1985 in Kolkata) ist ein ehemaliger indischer Fußballspieler.

## Karriere
Hervorgegangen aus der Tata Football Academy spielte Syed Nabi zunächst zwei Jahre beim Mohammedan Sporting Club. 2004 wechselte er zum indischen Meister East Bengal Club. Dort wurde der Abwehrspieler Leistungsträger und Mannschaftskapitän und schaffte den Sprung in die Nationalelf. Nabi gilt als flexibel einsetzbar und kann in jeder Position eingesetzt werden. Von 2004 bis 2013 spielte er für die indische Nationalmannschaft.